# Hastighetsåkning på skridskor vid olympiska vinterspelen för ungdomar 2024
Hastighetsåkning på skridskor vid olympiska vinterspelen för ungdomar 2024 arrangerades i Gangneung skridskocenter i Gangneung i Sydkorea mellan den 22 och 26 januari 2024.

## Program
Alla tider är koreansk normaltid (UTC+9)
| Datum      | Tid   | Gren                           |
| ---------- | ----- | ------------------------------ |
| 22 januari | 11:00 | Herrarnas/Damernas 500 meter   |
| 23 januari | 11:30 | Herrarnas/Damernas 1 500 meter |
| 25 januari | 11:30 | Mixstafett                     |
| 26 januari | 11:30 | Herrarnas/Damernas masstart    |

## Medaljörer

### Herrar
| Gren                    | Guld                    | Guld     | Silver                      | Silver   | Brons                  | Brons    |
| 500 meter Detaljer...   | Finn Sonnekalb Tyskland | 36,61    | Miika Johan Klevstuen Norge | 36,79    | Shin Seo-nung Sydkorea | 37,13    |
| 1 500 meter Detaljer... | Finn Sonnekalb Tyskland | 1.50,53  | Pan Baoshuo Kina            | 1.52,84  | Sota Kubo Japan        | 1.53,16  |
| Masstart Detaljer...    | Finn Sonnekalb Tyskland | 30 poäng | Pan Baoshuo Kina            | 22 poäng | Eirik Andersen Norge   | 10 poäng |

### Damer
| Gren                    | Guld                        | Guld     | Silver                         | Silver   | Brons                | Brons    |
| 500 meter Detaljer...   | Angel Daleman Nederländerna | 39,28    | Jung Hui-dan Sydkorea          | 39,64    | Waka Sasabuchi Japan | 39,65    |
| 1 500 meter Detaljer... | Angel Daleman Nederländerna | 2.02,90  | Liu Yunqi Kina                 | 2.03,29  | Hanna Mazur Polen    | 2.05,13  |
| Masstart Detaljer...    | Angel Daleman Nederländerna | 33 poäng | Jasmijn Veenhuis Nederländerna | 21 poäng | Liu Yunqi Kina       | 10 poäng |

### Mixat
| Gren                   | Guld                       | Guld    | Silver                         | Silver  | Brons                                  | Brons   |
| Mixstafett Detaljer... | Kina Liu Yunqi Pan Baoshuo | 3.11,74 | Sydkorea Lim Lee-won Heo Se-ok | 3.11,78 | Nederländerna Angel Daleman Sem Spruit | 3.12,10 |

## Medaljtabell
*   Värdland ( Sydkorea)
| Nr                  | Nation              | Guld | Silver | Brons | Totalt |
| ------------------- | ------------------- | ---- | ------ | ----- | ------ |
| 1                   | Nederländerna       | 3    | 1      | 1     | 5      |
| 2                   | Tyskland            | 3    | 0      | 0     | 3      |
| 3                   | Kina                | 1    | 3      | 1     | 5      |
| 4                   | Sydkorea*           | 0    | 2      | 1     | 3      |
| 5                   | Norge               | 0    | 1      | 1     | 2      |
| 6                   | Japan               | 0    | 0      | 2     | 2      |
| 7                   | Polen               | 0    | 0      | 1     | 1      |
| Totalt (7 nationer) | Totalt (7 nationer) | 7    | 7      | 7     | 21     |